# Julia Kempe
Pour les articles homonymes, voir Kempe.
Julia Kempe, née en 1973, est une informaticienne et mathématicienne d'origine allemande. Elle est spécialiste du calcul et de la physique quantique.

## Biographie
Entre 1992 et 1995, elle passe un baccalauréat universitaire en mathématiques et un autre en physique à l'Université de Vienne. En 1996, elle passe un DEA d'algèbre à l'université Pierre-et-Marie-Curie, et en 1997, un DEA de physique théorique à l'école normale supérieure. Entre 1997 et 1998 elle occupe un poste d'assistante à l'université de Californie à Berkeley où elle effectue également un doctorat. Entre 1999 et 2001, elle y travaille comme assistante de recherche. Elle soutient une thèse sur le calcul quantique intitulée Universal Noiseless Quantum Computation: Theory and Applications en 2001 sous la direction d'Elwyn Berlekamp et Birgitta Whaley. En parallèle, elle soutient la même année une thèse en informatique quantique Quantum Computing: Random Walks and Entanglement à Télécom ParisTech. 
En 2001, elle devient chargée de recherche au CNRS au sein du laboratoire de recherche en informatique à l'Université Paris-Sud où elle effectue des recherches sur le Calcul quantique adiabatique et la théorie de la complexité. Depuis 2007, elle  travaille en tant que détachée du CNRS à l'Université de Tel Aviv en Israël. 

## Distinctions
- 2006 : médaille de bronze du CNRS en 2006[3]
- 2006 : Prix Irène-Joliot-Curie dans la catégorie jeune femme scientifique[4]
- 2008 : Lauréate d'une bourse Starting Grant du Conseil européen de la recherche[5].
- 2010 : Trophée des femmes en or de la recherche[6]
- 2010 : Chevalier de l'Ordre national du Mérite[7]